# 克里奥尔人
「克里奧爾」和它在其他語言的同源詞如crioulo, criollo, créole, kriolu, criol, kreyol, kriulo kriol, krio, kreol等被應用在不同時期和不同國家的人民上，而這些詞彙都有各別專屬的涵意。一般來說，它指的是歐洲白種人在殖民地移民的後裔。他們的語言，文化或種族是基於移民時代的歐洲移民和非歐洲人種間的互動而產生。

## 美國

### 路易西安那州
在美國，「克里奧爾」用來指在1803年路易西安納購地之前，所有具有法属路易斯安那原住民血統的人。其他州的某些作家錯誤地將克里奧爾特指為不同種族通婚的後裔，但這並不是路易西安納的傳統用法。一開始它指的是法國和西班牙移民在路易西安納的後代，用來和第一代區分。這個詞也被用在非洲人在路易西安納的的後代，後來這個詞被細分為兩個項目：一是法裔克里奧爾，指擁有歐洲祖先的人；或是路易西安納克里奧爾，指不同種族混血的後代。
現代對路易西安納克里奧爾的詞意用法擴張，被廣泛地用來描敘擁有法國或西班牙背景的种族。自我认同为“克里奥尔人”的路易斯安那人一般是来自历史上的法语社群，他们的祖先有些是直接从法国或者加勒比地区的法属殖民地来到路易斯安那的。他们一般是罗马天主教徒，受州内早期传统法国文化影响。这个术语也经常用来表示“有关于新奥尔良的”。路易斯安那的克里奥尔人（主要）混有法国人、西班牙人、非裔美国人和美国原住民的血统。而那些属于法属加拿大阿卡迪亚人后代的路易斯安那人通常被认为是卡津人，而不是克里奥尔人。

## 西班牙語國家

### 西班牙語美洲
在西属美洲殖民地，克里奥尔人（criollos），也可以称呼为土生白人。是指出生在西属美洲殖民地的西班牙人。是西属美洲殖民地重要组成部分，同时也是拉丁美洲独立战争的领导阶级，更是拉丁美洲独立后的统治阶层。
在西班牙殖民时期的美洲，克里奥尔人在长时间的繁衍下，形成一个重要群体。主要从事种植园主、律师、神父、工商业者等职业。
虽然克里奥尔人经济上较为富有，但他们不能享受同半岛人（是指西班牙本地人）完全相同的政治权利，同时在经济、政治方面被宗主国剥削，导致克里奥尔人加重了对宗主国的不满情绪。

### 菲律賓
在菲律賓，克里奥尔人是指在本土出生的純西班牙人，有別於與馬來人混血的菲律賓麥士蒂索人。

## 印度洋
現英屬印度洋領地的所在地查戈斯群島及迪戈加西亞曾經是克里奧爾人的原居地。

## 外部連結
- Made for the Creole Experience, news website aimed at multiracial readers
- AllCaboVerde.com, about the Crioulos of Cape Verde
- Frenchcreoles.com （页面存档备份，存于）, about the Louisiana Creoles
- Creole Heritage Center, also about the Louisiana Creoles
- kiskeyAcity blog entry: What exactly is a Creole? （页面存档备份，存于）
- Avoyelles Parish Creoles （页面存档备份，存于）
- Photos of Belize Creoles[永久]
- The History of Creoles and the French Language （页面存档备份，存于）